# Euskadi Directo
Euskadi Directo fue un magacín informativo emitido por la cadena autonómica vasca, ETB2, entre el 8 de febrero de 2010 y junio de 2013.

## Formato
Con el mismo formato que Madrid directo, se trataba de un programa que incluía noticias, reportajes y entrevistas (en su mayor parte, en directo), acercando toda la actualidad de los pueblos y ciudades de Euskadi a los hogares de todos los vascos. Entre sus contenidos destacaban sucesos, noticias de interés, actualidad, curiosidades, gastronomía, ferias, mercados, agricultura, pesca, problemas sociales, fiestas populares, grandes eventos y hechos novedosos. Se caracterizaba por encontrar historias de interés a lo largo de la geografía vasca para durante una hora, entretener e informar al espectador de todo lo que sucedía en su barrio, pueblo, ciudad, comunidad o provincia.

## Reporteros
El informativo comenzó con 13 reporteros, formados en las televisiones locales de Euskadi y en la propia ETB y una presentadora en plató que presentaba los temas y las conexiones en directo. 
Desde que comenzó el programa el 8 de febrero de 2010, hasta su finalización, Míriam Duque estuvo al frente de Euskadi Directo con un equipo de 13 reporteros compuesto por Leire Carrera, Ainhoa García, Juan Pablo Garzón, Javier Palacio, Álex Pascual, Reyes Prados y Roberto Vázquez en Vizcaya; Aunitz Alberdi, Iban Bengoetxea y Maite Eskarmendi en Guipúzcoa; e Iñaki Elorza, Elizabeth Lopes y Unai Ugarte en Álava. Con el paso del tiempo, a Euskadi Directo se sumaron Maitane Bastida, Tamara L. Caballero, Koldo Arrastia, Lourdes Biurrun, Marta Elvira, Irene Basilio, Mertxe Guillén, María Jurado, Diego Calleja, Luisma Laboa, Soraya Vegas y María Eskisabel.

## Ediciones
En su origen, desde el 8 de febrero de 2010, el informativo se emitía sólo de lunes a viernes a las 13h30. Pero el 24 de abril de 2010, Euskadi Directo amplió su franja de emisión a los sábados y domingos. Comenzó ofreciendo los mejores reportajes de la semana, con Reyes Prados como presentadora. Con la llegada de las fiestas de los pueblos de Euskadi, la dirección desechó esa idea y comenzó a emitir dos nuevos programas diferentes (sábados y domingos a las 20h00), con reportajes nuevos y conexiones en directo, presentado por Adela González, ya que Reyes Prados se ocupaba de la versión matinal (de lunes a viernes a las 13h30) y desde el 2 de agosto de 2010, Míriam Duque de la versión vespertina (de lunes a viernes a las 20h00).
En sus últimos años, el programa pasó a tener una única edición en horario de lunes a viernes a las 20h25 y estaba presentado por la sevillana Reyes Prados. En 2013 se estrenó un formato realizado por el mismo equipo, bajo el título de Equipo ED, sin la presencia de los reporteros, pero ahondando en las historias humanas que protagonizaban los vascos.